# سيليا غراهام
سيليا غراهام (بالإنجليزية: Celia Graham)‏ هي مغنية بريطانية، ولدت في 1976 في غلاسكو في المملكة المتحدة.